# L. Peter Deutsch
 Der er for få eller ingen kildehenvisninger i denne artikel, hvilket er et problem. Du kan hjælpe ved at angive troværdige kilder til de påstande, som fremføres i artiklen.

L. Peter Deutsch (født Laurence Peter Deutsch, 7. august 1946 i Boston, Massachusetts) er en amerikansk datalog og hacker, skaber af Ghostscript, en fri PostScript fortolker, og grundlægger af Aladdin Enterprises.
Deutsch modtog en Ph.D. i datalogi fra University of California at Berkeley i 1973, og har været ansat på Xerox PARC, ParcPlace Systems og Sun Microsystems.
Deutsch introduceredes til hacker-miljøet ved MIT allerede som 12-årig. I kraft af sin far, fysikeren Martin Deutsch, kom han i starten af 1960'erne i forbindelse med Tech Model Railroad Club og MIT AI Lab, og fik adgang til MIT's interaktive TX-0 computer og var med til at udvikle Expensive Typewriter. I 1963, mens han stadig var gymnasieelev, udviklede Deutsch den første interaktive implementation af Lisp, på MIT's PDP-1 computer.
Under sine studier ved Berkeley var Deutsch en central figur i design og implementation
af Berkeleys SDS 940 time-sharing styresystem, det første kommercielle time-sharing system der anvendte paging.
Til SDS 940 udviklede Deutsch sammen med Butler Lampson tekstredigeringsprogrammet QED i 1966. QED indførte brugen af regulære udtryk i teksredigeringsprogrammer. Ken Thompson skrev senere en version af QED til CTSS, og QED fik stor indflydelse på klassiske teksredigeringsprogrammer til UNIX.
Siden var Deutsch ansat 13 år ved Xerox PARC, hvor han var central i design og udvikling af Interlisp-D, Cedar Mesa og Smalltalk-80 programmerings systemerne. Fra 1986 til 1991 var Deutsch Chief Scientist ved ParcPlace Systems, hvor han var ansvarlig for design af en højt-ydende og transportabel version af Smalltalk. ParcPlace implementationen af Smalltalk kunne anvendes på flere forskellige slags hardware, styresystemer og vinduessystemer. Fra 1991 til 1993 var Deutsch Sun Fellow ved Sun Microsystems.
Deutsch grundlagde i 1986 virksomheden Aladdin Enterprises, en mindre virksomhed som udvikler programmer og leverer konsulentydelser. Virksomhedens primære produkt er GhostScript, en fortolker af PostScript og PDF af høj kvalitet. GhostScript er et af få eksempler på et program, som på samme tid distribueres med en fri software licens og en OEM licens på kommercielle vilkår.
Deutsch er forfatter og medforfatter til en række internet RFC'er.
Deutsch modtog i 1993 ACM's Software System Award for pioneering work in programming environments that integrated source-language debuggers, fully compatible integrated interpreter/compiler, automatic change management, structure-based editing, logging facilities, interactive graphics, and analysis.